# Virgin (Utah)
Virgin è una città degli Stati Uniti d'America, situata nello Stato dello Utah, nella Contea di Washington.

## Obbligo di possedere un'arma
Nel maggio 2000 è stata approvata una legge che richiedeva a ogni proprietario di casa di possedere un'arma da fuoco. Questo provvedimento viene citato nel film di Michael Moore 2002 Bowling for Columbine . Le eccezioni a questa legge includono "i malati mentali, i criminali condannati, obiettori di coscienza e persone che non possono permettersi di possedere una pistola"